# ハソックス
ハソックス（Hassocks）はイギリスのウェスト・サセックス州ミッド・サセックスにあるヴィレッジ、行政教区。名前の由来は、周囲に生えている草の房だと考えられている。
ブライトンの北方およそ7マイル（11km）に位置し、人口は8,319人。19世紀までは小さな集落だったが、ブライトン本線の開通によって急速に発展した。
2000年まではクレイトンとキーマーという2つの行政教区に分かれており、ハソックスは郵便地域や鉄道駅にその名称が使用されるだけだった。これは1841年に駅名を決める際、両方のパリッシュが譲らなかったため別の名前をつけたことに由来する。

## 歴史

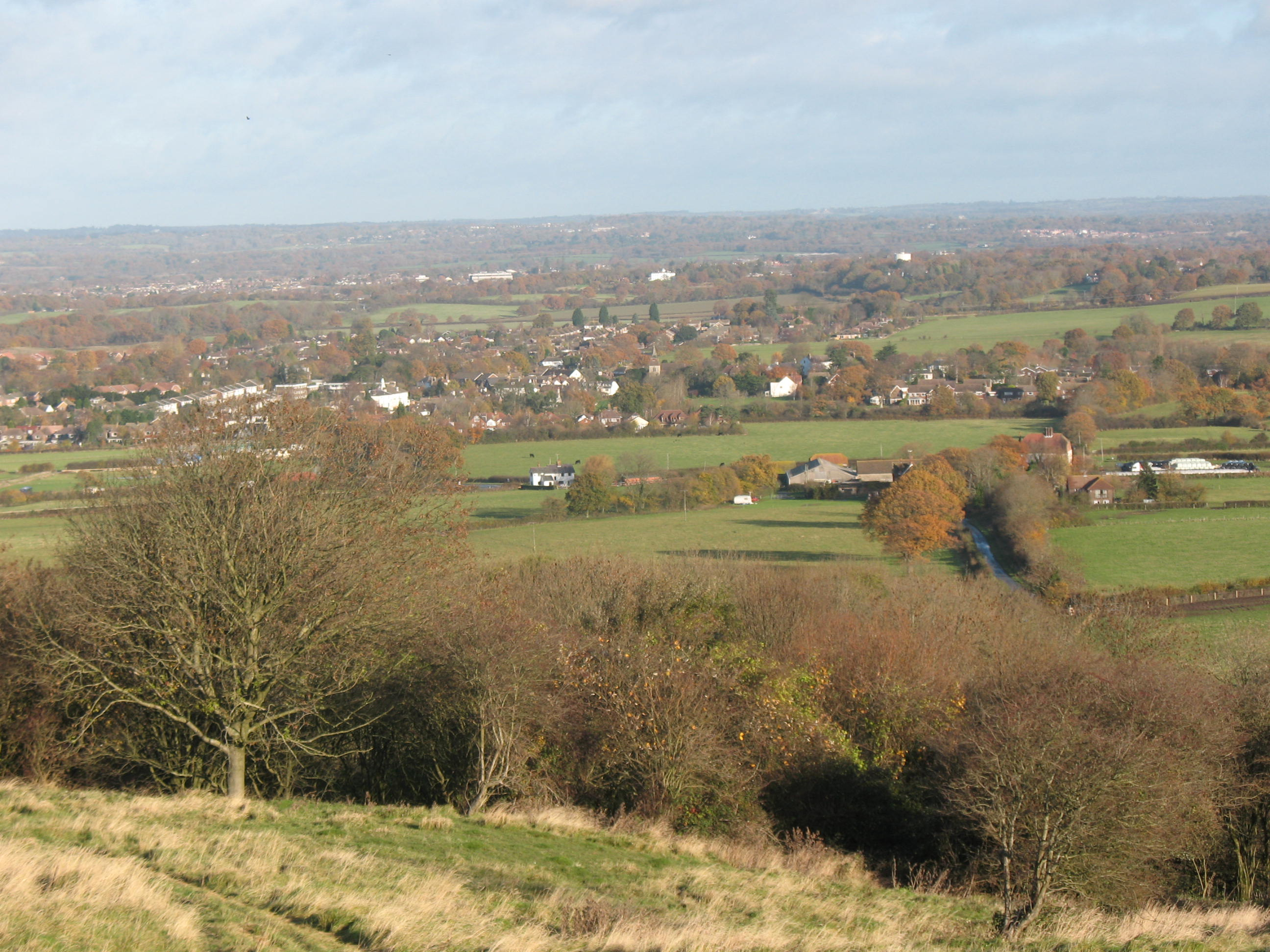
サウス・ダウンズから見下ろしたハソックス

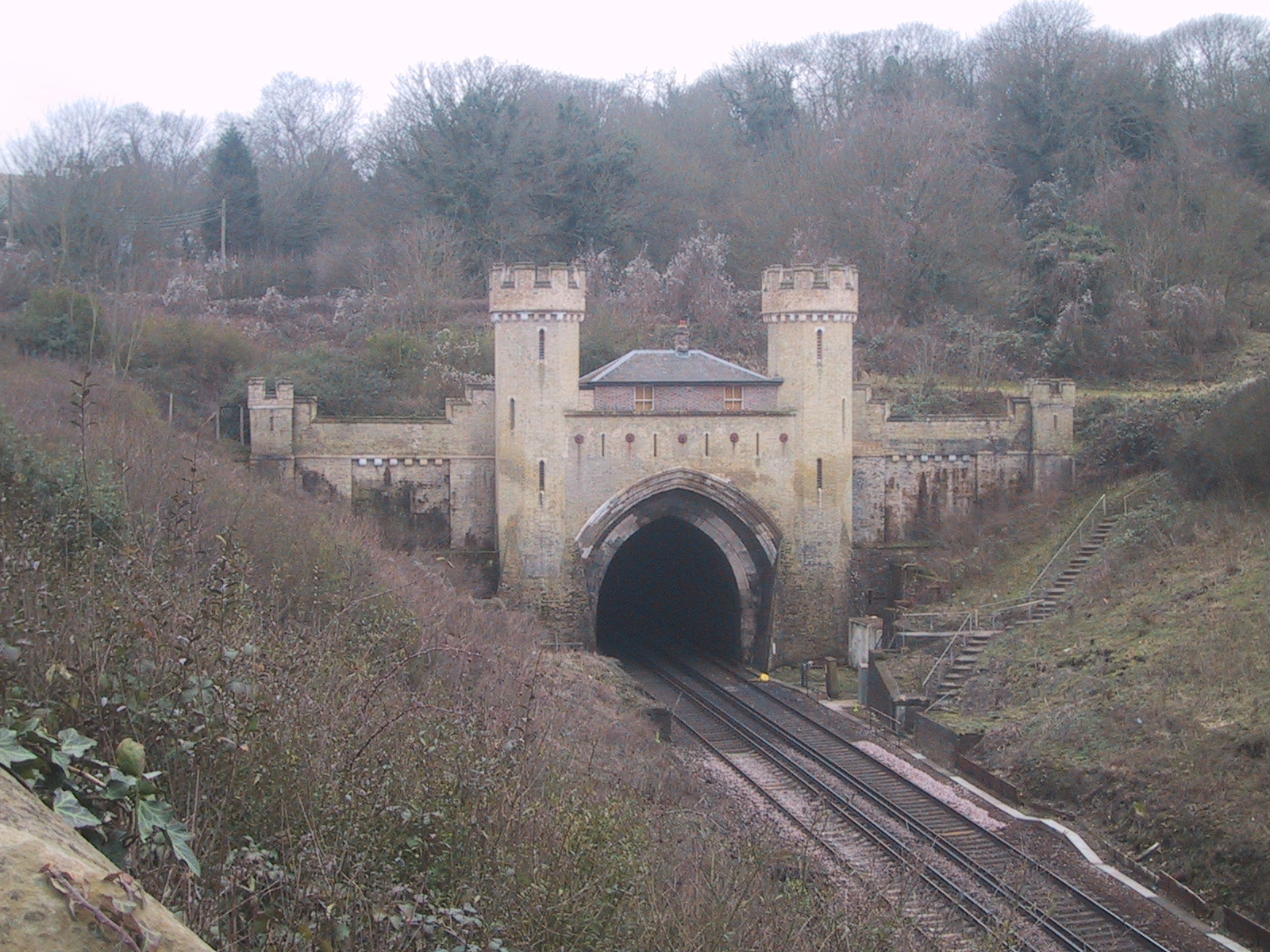
クレイトン・トンネル北口

### 19世紀まで
ハソックスには2万年前の旧石器時代から人が住んでいた。当時の人々は定住をしておらず、およそ5千年前から定住が始まった。定住した人々は大陸から多くの家畜や農作物を持ち込み、サウス・ダウンズの周辺で農業を営んだ。当時の遺物はストーンパウンド・クロスロードやパークランズなどから出土している。
紀元前600年ごろ、初めて金属を扱う人々がこの地に移り住み青銅器時代が始まった。その後さらに鉄器時代に入り、当時の砦の跡がサウス・ダウンズのウォルストンベリー・ヒルに残されている。
歴史時代に入るとこの地はローマ帝国の属領に組み込まれており、当時の墓地もストーンパウンド・クロスロードに残っている。当時のハソックスは、ロンディニウム・アウグスタ（現在のロンドン）からノバス・ポルタス（おそらく現在のポーツレード）までを南北に結ぶロンドン・ブライトン街道と、現在のハーダムからバード・フォードミルズのノース＝サウス・ロード、さらに北のルイスやおそらく遠くのペヴェンジーまでを結んだグリーンサンド街道の交差点に成立していたと考えられる。この2つの道路は、ウィールド地方の鉄工業へのアクセス提供すると同時に、南海岸地域やダウンズ下流域の豊かな農地とロンドンを結ぶという2つの目的を持っていた。その後ローマ帝国の崩壊に伴ってアングロ・サクソン人が流入し、11世紀頃に建てられたとされる近くのクレイトンの洗礼者聖ヨハネ教会のように、石造りの建物が再び登場するようになった。
ノルマン・コンクエスト後、この地域の多くはハーストピアポイントの荘園、またセント・ジョンズ・コモンの一部となっていた。コモンのうちキーマーは1828年、クレイトンは1855年に囲い込まれた。またこの時期には、緑地を利用したレンガ畑や陶器工場が大幅に拡大した。

### 鉄道開通後
1841年9月21日、ロンドン・アンド・ブライトン鉄道によってハソックス・ゲート駅がこの地に開業し、村の南側にはサウス・ダウンズを貫く長さ6,777フィート（2,066m）のクレイトン・トンネルが掘られた。このトンネルの北側入り口には2本の塔の間に居住区画のある城壁のような門が設置されており、これはトンネル内のガス灯を管理する作業員のために造られたと推測されている。また1861年にはトンネル内で列車衝突事故が発生し、23人が死亡、176人が負傷した。
1930年代、ジョージ・ファーガソンの手によって宅地開発が行われた。彼は果樹園とオーチャード植物園を買い取ってグランド・アベニューという宅地を開発し、道路沿いには桜の木を植えた。
第二次世界大戦中の1939年には劇場が一時閉鎖され、さらにロンドンから1,250人がこの地へ疎開した。

## 著名な建物・場所

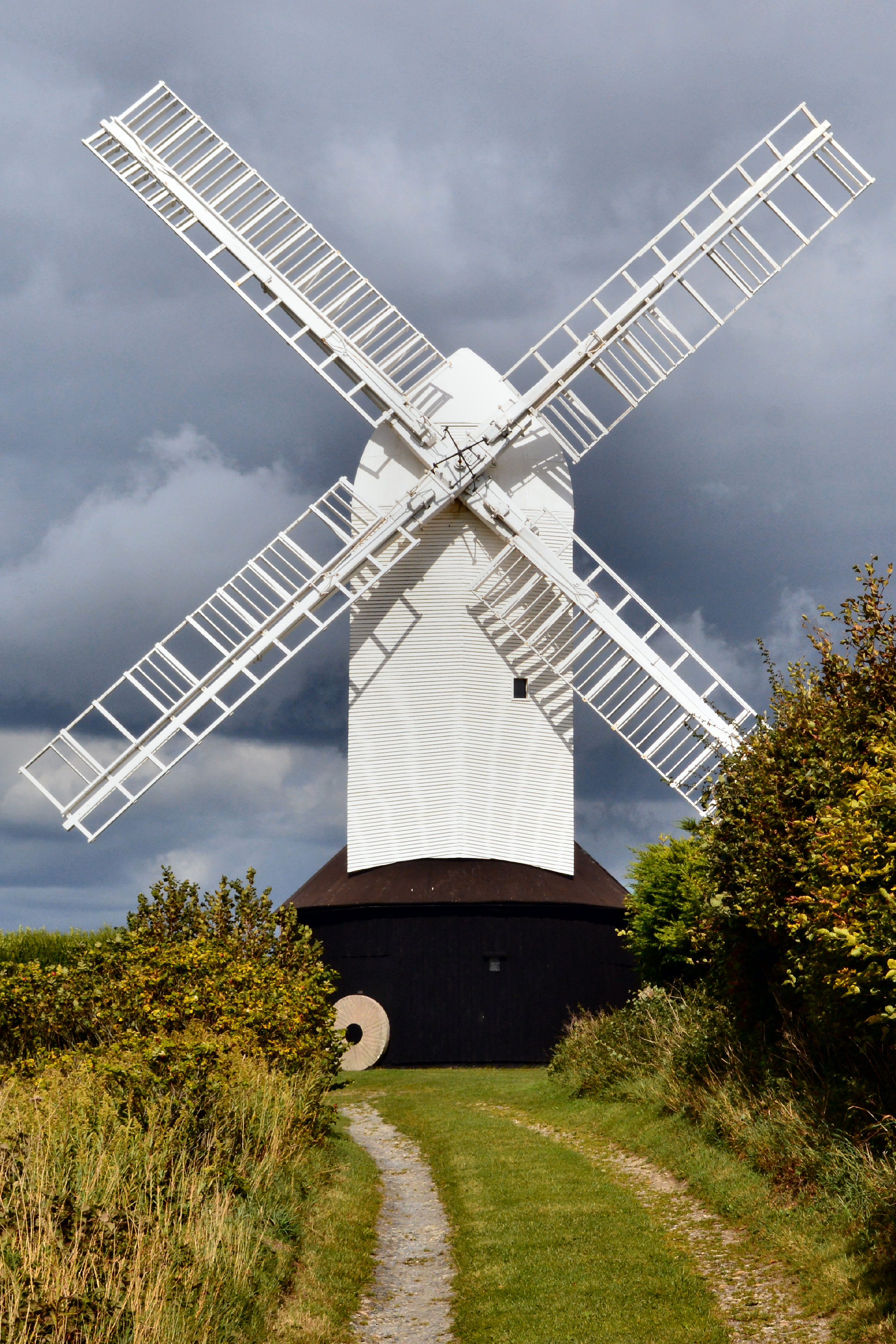
ジル（クレイトン風車）

町の中心部にはアダストラ・ホールというコミュニティ・センターがあり、街の人々によく利用されている。
ロンドン・ロードにあった旧議会庁舎は取り壊され、現在は住宅が立ち並んでいる。この土地は本来ある慈善家から町の人々に対して贈与された土地であり、以前は慈善団体が利用していたがその後2014年にこの団体が土地の所有権を主張した。
ハソックスから西へ2マイル進んだ場所にあるハーストピアポイントのダニー・ハウスはエリザベス朝時代のマナー・ハウスであり、第一次世界大戦末期に首相デビッド・ロイド・ジョージが休戦協定をまとめるために訪れた場所である。
ハソックスの丘の上には、クレイトン風車という名の2つの風車があり、地元では「ジャックとジル」と呼ばれている。ジャックは1866年に建てられたタワー型風車で現在は個人所有となっている。ジルは1821年にブライトンのダイク・ロードに建てられ、その後1852年にクレイトンに移された。その後2基の風車は1906年ごろに役目を終え、ジルは1986年に修復されたのち一般公開がなされている。また村の北東にはオールドランド風車がある。

### 指定建造物

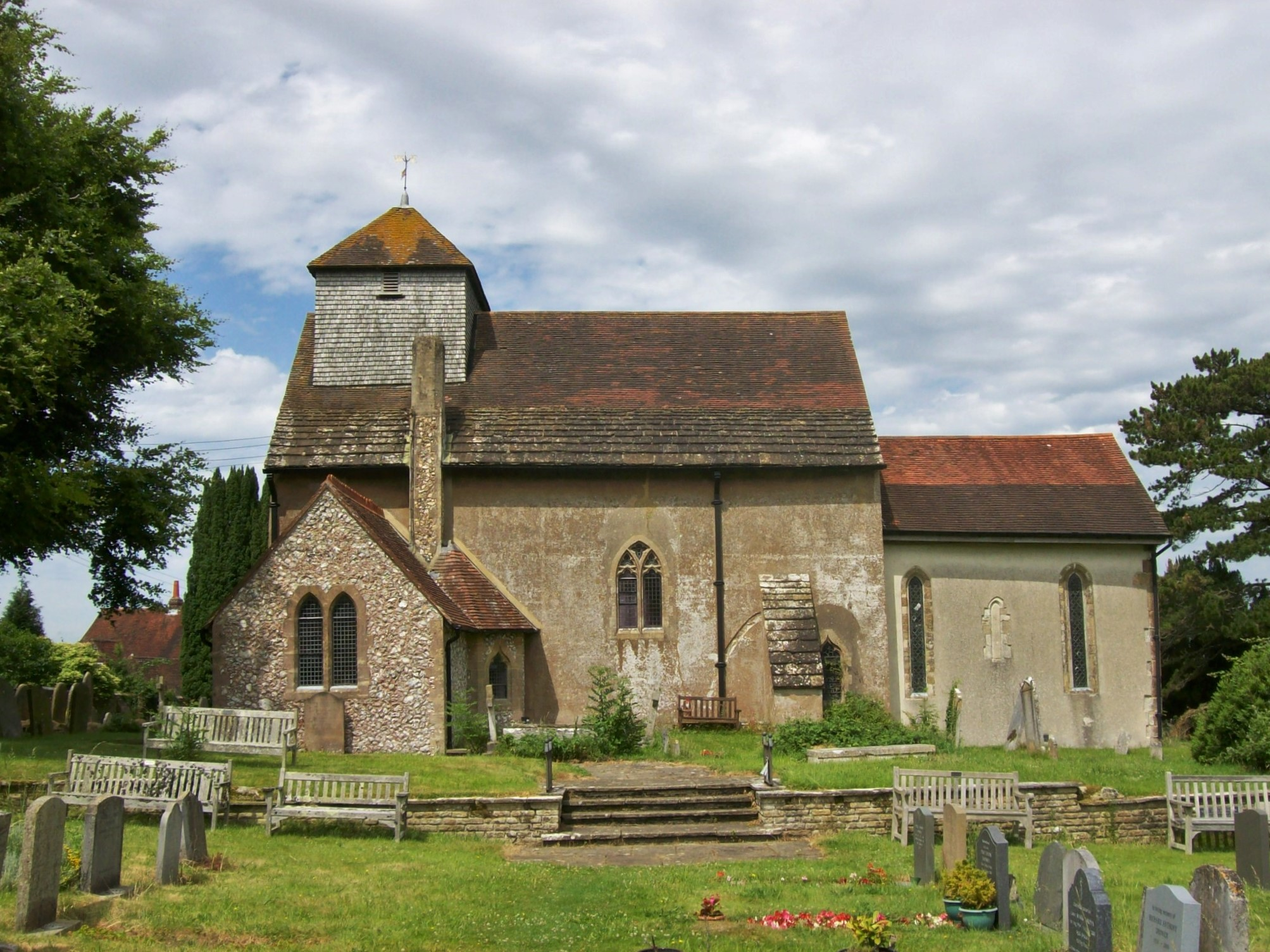
聖ヨハネ教会（ハソックス）

ハソックスには27の指定建造物がある。そのうち1つが第I級、3つが第II*級、残りの23が第II級である。
第I級
- 聖ヨハネ・バプテスト教会（英語版）[7]

第II*級
- オックリー・マナー[8]：18世紀の住宅
- クレイトン・プライオリティ[9]：1820年ごろに建築された摂政時代のカントリー・ハウス。建築家はワージングのジョン・レベッカ（英語版）だと考えられている。
- クレイトン風車とその付属物（英語版）[10]：「ジャックとミル」として知られる2基の風車

### 指定記念物
1カ所が指定記念物に指定されている。
- ディッチリング・ビーコン西側にある円墳群[11]：4基の墳丘墓で構成される古墳群。

### 特別科学関心地区
パリッシュ内にあるクレイトン・オファム層崖は、特別科学関心地区に指定されている。この層崖はハソックスから東へ進みディッチリングなど複数の住宅地を通ってルイスまで繋がっている。この地には希少なチョーク土壌の草原、森林や低木があることから生物学的に重要とされている。

### 森林

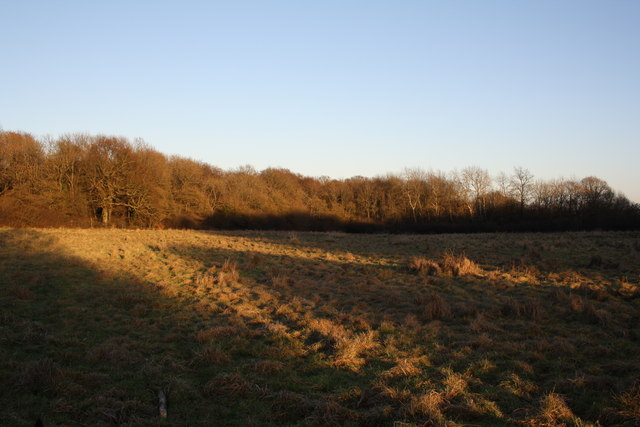
バッチャーの林とラグの林の間にある草原

クレイトン・トンネル北口からハソックスにかけて数多くの原生林が広がっている。これらはゴールト・クレー層の上にあり、ブライトン本線とA273バージェス・ヒル・ロードによって分断されている。

#### バッチャーの林

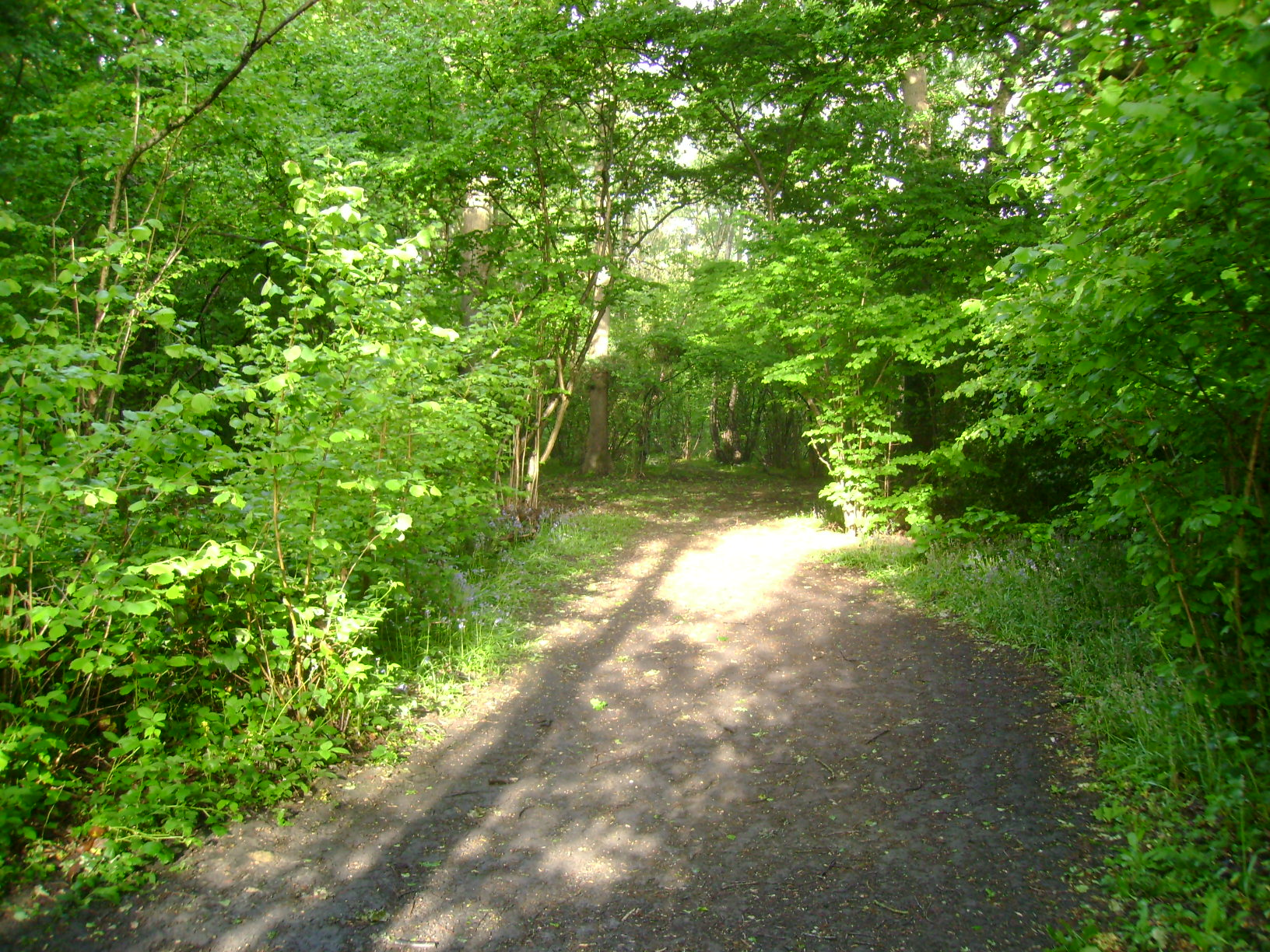
バッチャーの林

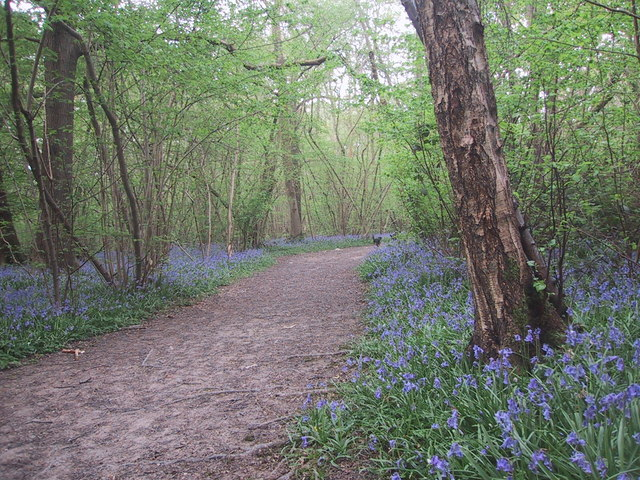
バッチャーの林（2007年9月）

バッチャーの林（Butcher's Wood、TQ 303 149）はハソックス駅南側にある面積7.12ヘクタールの小さな天然林である。この林は主にオークとハシバミで構成されており、南端には小さなシデ林もある。地上にはイングリッシュ・ブルーベルなどの花も咲いている。この林は1988年にウッドランド・トラストに買収され、ゴートの林の中で唯一の準公有地となった。北側には住宅建設のために削られた部分があり、西側には鉄道が通っている。林に住むキバシリ科などの鳥類のため、定期的に林の手入れが行われる。

#### ラグの林

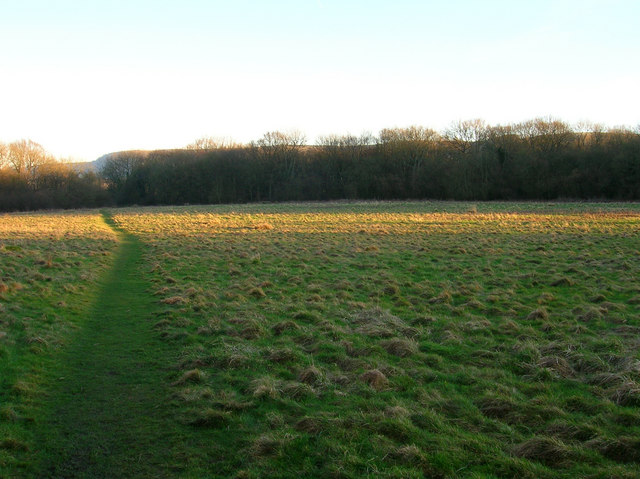
ラグの林

ラグの林（Lag_Wood、TQ 302 146）は湿度の高い林である。サクソン語でラグは小川の草原を意味している。最も生物多様性に富んだ区域は、南側境界線にある小川のほとりで、シデがハシバミ属やトネリコ属の木と共生している。またカタバミ属の花やセイヨウナツユキソウ、クロスグリ、リュウキンカなどが生えている。線路の東側、クレイトン教会へ向かう歩道沿いにはセイヨウオトギリ、オレガノ、野生のバジルなどが生えている。

#### ボニーの林
ボニーの林（ Bonny's Wood、TQ 299 147 ）は、ラグの林の西、線路を挟んだ反対側に位置し、古代からの森林在来種が生息している。オークやハシバミ属だけでなく、カバノキ属やトネリコ属なども生息している。また地上にはアネモネやブルーベルなどの花が生えている。この林では林業委員会との間で、伝統的な手法を用いた管理に関する計画が作成された。

#### オッケンデンの林
オッケンデンの林（Ockenden Wood、TQ 297 148）はボニーの林の東側にあり、若い雑木林が密集している。ゴート層の他の林と同様に、ハシバミや数本のオークの下に、ブルーベルやアネモネが生えている。この林は野生生物にとって重要な雑木林であるだけでなく、高速道路A23号の騒音から他の林を守るという重要な役割を果たしている。

### 小川・水路

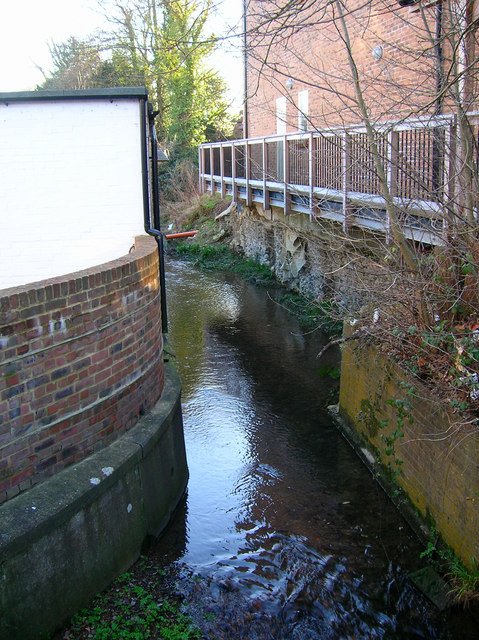
ヘリングス川

域内をいくつかの小川が流れており、それらはエイドゥー川に流れ込んでいる。それらには植物が多く生えていて、生物多様性に富んでいる。またかつては水車が設置されており、そのうちの2つは最近まで稼働していた。またそのうちの1つの水路では現在も透明の水が流れている。これらの水路には現在もコイ科の魚やイトヨ、淡水性のエビなど多様な動物が生息している。
これらの水路ができたのは1807年制定の法律によってエイドゥー川の流路改良が行われた結果である。これによって蛇行していた川はより直線的な流れとなり、周囲に残された川のあとは水路として利用されるようになった。

#### ミルブルック・ショー川
ミルブルーック・ショー川（Millbrook Shaw Stream、TQ 314 141）はキーマー・ダウンからアンダーヒル・レーン沿いに流れている。この川はホワイトランズ貯水池で上昇し、民家の横にターコイズブルーの池を形成している。その先は砂利でできた川床の上を泡立つほどの速さで流れていく。この区域の土手にはネコノメソウ属の植物や野生のニンニクなどが生えている。その先ハソックスの南端でクレイトン川と合流し、ヘリングス川となる。

#### クレイトン川
クレイトン川（Clayton Stream、TQ 303 141）はスプリング・レーンの裏を流れており、ニュー・ロードの南側にはかつて羊の放牧場だった透明な池がある。また道路の北側にはキショウブやセリ科の植物が生えている。ラグ・ウッドの南東角を通り、ブッチャーズ・ウッドの東の境界に沿って、ハソックス南端でミルブルック・ショー川に合流する。

#### ヘリングス川
ヘリングス川（Herrings Stream、TQ 307 155）は、ミルブルック・ショー川とクレイトン川の合流地点が起点となる。この川は村の中を通るがその姿はほとんど目立たない。ハソックス駅のすぐ東側を通ったのちキーマー・ロードが古い学校の後で右に曲がると、かつてスピタルフォードとして知られていたローマ街道の分岐点で道路の下をくぐる.。

## 鉄道

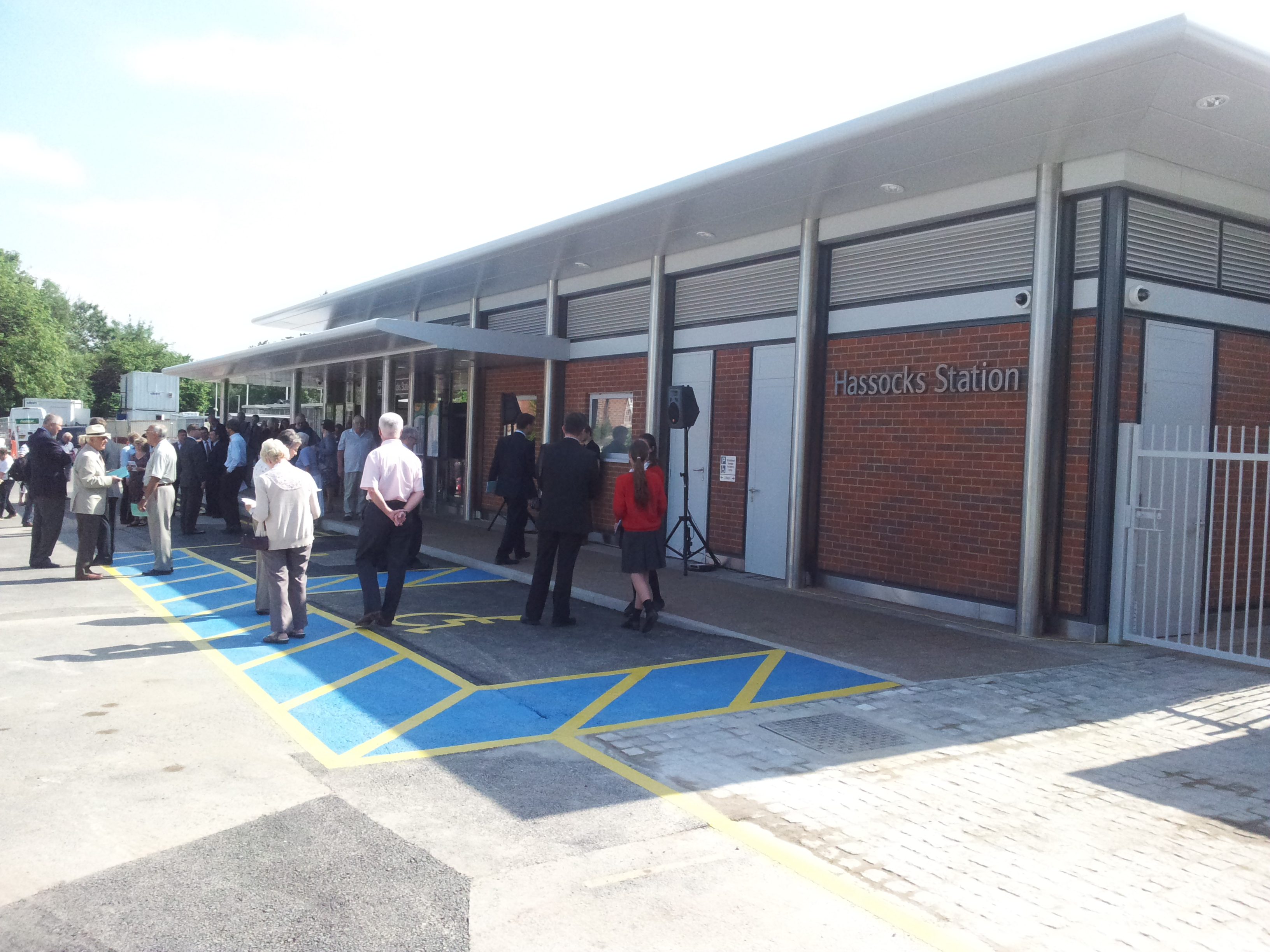
完成した新駅舎の様子

テムズリンクとブライトン本線が通るハソックス駅がある。この駅を通じてブライトン、ロンドン、ベッドフォード、ケンブリッジへ乗り換えなしで行くことができる。2013年には新駅舎が完成し、7月5日から供用を開始した。

## 姉妹都市
- ヴァルト＝ミヒェルバッハ（ヘッセン州・ドイツ）